# Convergència Democràtica de Catalunya
|  | «CDC» redirigeix aquí. Vegeu-ne altres significats a «CDC (desambiguació)». |

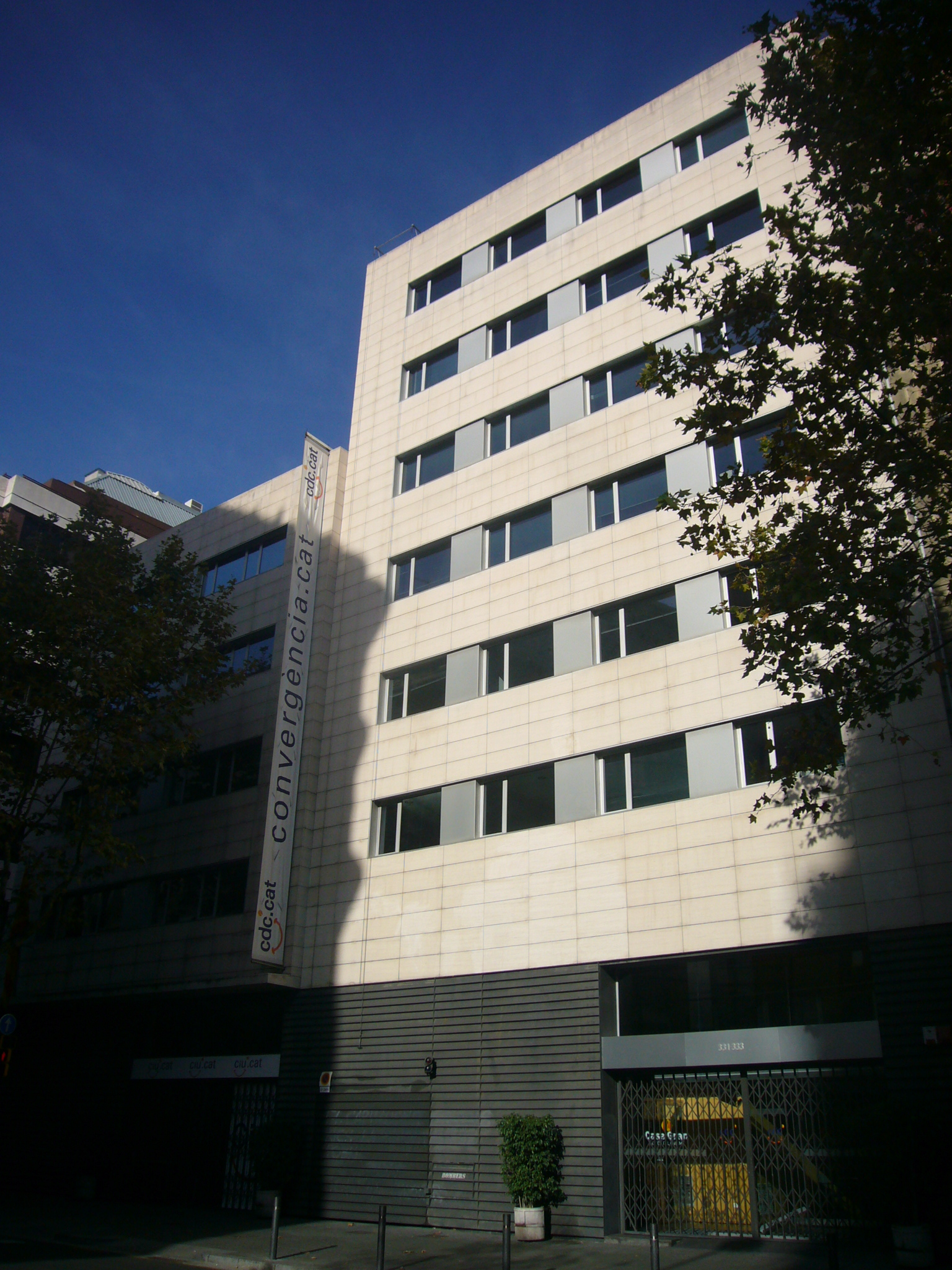
Seu nacional de CDC al carrer Còrsega, número 331 de Barcelona.

Convergència Democràtica de Catalunya (CDC) va ser un partit polític liberal i nacionalista català creat el 17 de novembre de 1974 a Montserrat a l'entorn de la figura de Jordi Pujol i Soley. La formació és l'antecessora de l'actual Partit Demòcrata Europeu Català (PDeCAT), partit polític fundat després del darrer congrés de CDC, celebrat entre els dies 8 i 10 de juliol de 2016. Després que Convergència no tingués activitat política, el partit va seguir existint amb una mínima estructura jurídica lligada al Partit Demòcrata i presidida per l'històric líder convergent, Jacint Borràs, que el 2020 va presentar concurs de creditors. Tot i això, aquesta mínima estructura va desaparèixer amb la dissolució del PDeCAT el 28 d'octubre de 2023.
Juntament amb Unió Democràtica va formar la federació Convergència i Unió. La seva situació en l'eix esquerra/dreta pot resultar polèmica. Si bé en els seus inicis es declarà de centreesquerra, amb els anys ha anat evolucionant cap a posicions de centre liberal. De fet, hom ha considerat ideològicament Jordi Pujol influït pel personalisme francès d'Emmanuel Mounier, l'espiritualisme d'Enric Prat de la Riba i el misticisme de Raimon Galí i Herrera, connectant nacionalisme i cristianisme (Charles Péguy) i donant importància a la responsabilitat i l'ètica (Antoine de Saint-Exupéry), per tal d'elaborar un nacionalisme humanista, ètic i espiritual.

## Història

### Fundació
El partit fou fundat en la I Assemblea fundacional al santuari de la Mare de Déu de Montserrat el 17 de novembre de 1974, en una reunió semiclandestina aprofitant el 75è aniversari del FC Barcelona, organitzada per Miquel Sellarès i Perelló i Miquel Esquirol i Clavero. En ella hi participaren 125 persones, entre ells Joan Granados i Duran, mossèn Marc Taxonera i Comas, Jordi Pujol i Soley i Anton Cañellas, endemés d'un grup de persones properes a Jordi Pujol, com Jaume Casajoana i Roca, Xavier Polo, Rafael Pradas, Josep Oriol Panyella i Cortès i Lluís Maria Sunyer. La majoria eren professionals independents, alguns sindicalistes i membres de moviments confessionals propers a UDC. En la reunió Jordi Pujol definí fer país com a formar una determinada moral, transformar les mentalitats i construir la col·lectivitat catalana, reformar la llengua, expandir la cultura catalana, refermar les tradicions i crear una nova mentalitat econòmica. La reunió acabà amb el suport a la defensa de la democràcia i de la llibertat, així com de la participació social, de l'autogovern i de la projecció europea de Catalunya.

### Legalització
El gener del 1975 Jordi Pujol va fer una conferència a ESADE, on va convidar els seus partidaris a fer política. Així pel juny s'adheriren a l'Assemblea de Catalunya i el novembre celebraren la II Assemblea, on es decideix pactar amb Convergència Socialista de Catalunya per tal de fer una pinya a l'hora de negociar amb el Govern d'Espanya. El desembre de 1975 ingressaren en el Consell de Forces Polítiques de Catalunya.
El 16 de gener de 1976 es va constituir com a partit polític, de la unió del Grup d'Acció al Servei de Catalunya de Jordi Pujol i Soley, del Grup d'Independents de Miquel Roca i Junyent i del grup Acció Obrera. Pel març va celebrar la III Assemblea, on es va aprovar un programa social-demòcrata de centreesquerra i nacionalista. Jordi Pujol en fou escollit secretari general i Miquel Roca secretari general adjunt. L'ideari del partit abandona el federalisme per a centrar-se en el fet nacional i el dret a l'autodeterminació, amb la pretensió de convertir-se en el pal de paller del nacionalisme català.
Pel gener del 1977 celebrà el IV Congrés, en el que decidí presentar-se a les primeres eleccions democràtiques generals espanyoles, el 15 de juny de 1977 forma part de la coalició Pacte Democràtic per Catalunya, juntament amb Esquerra Democràtica de Catalunya (EDC) de Ramon Trias Fargas i el PSC-Reagrupament de Josep Verde i Aldea, alhora que rebien el suport del Front Nacional de Catalunya i d'Estat Català. La coalició va obtenir 522.060 vots (11 diputats i 5 senadors). Jordi Pujol i Pere Pi-Suñer s'incorporen al Consell Executiu de la Generalitat Provisional de Josep Tarradellas, que havia tornat de l'exili per reactivar les institucions.

### Coalició amb Unió
L'abril de 1978 va celebrar el V Congrés, en el qual s'aprova un ideari nacionalista de contingut social-demòcrata per tal de constituir-se en alternativa de centreesquerra. Així, el maig va absorbir Esquerra Democràtica de Catalunya (EDC), cosa que suposà l'ingrés al partit de Ramon Trias Fargas, Macià Alavedra i Joan Guitart. Tanmateix, el PSC-Reagrupament preferí unificar-se amb el PSC-Congrés per a formar el Partit dels Socialistes de Catalunya (PSC-PSOE).
El 19 de setembre de 1978 es va coalitzar amb Unió Democràtica de Catalunya formant "Convergència i Unió", aliança que el 2 de desembre de 2001 es va transformar en federació. CiU va guanyar les primeres eleccions al Parlament de Catalunya el 1980, amb una campanya amb el lema Ara convé i va governar de manera continuada fins al 2003. Alhora, Miquel Roca i Junyent va participar en l'elaboració de la Constitució Espanyola de 1978, que ell considerava com a model no acabat, dinàmic, ambigu i susceptible de diverses interpretacions. A les eleccions generals espanyoles de 1979 la coalició CiU va obtenir 484.154 vots, cosa que es traduí en 8 diputats i un senador, que a les eleccions generals espanyoles de 1982 augmentaren a 772.673 vots (12 diputats i 5 senadors).
En el VII Congrés celebrat el 1985 es va aprovar una nova estratègia. Miquel Roca va fundar a nivell espanyol el Partit Reformista Democràtic (PRD) de caràcter centrista, per tal de participar en la política global espanyola (anomenada operació Roca). A les eleccions generals espanyoles de 1986 CiU va obtenir 1.012.054 vots, 18 diputats i 8 senadors, però el PRD només 194.538 i cap escó. Tot i això, en el VIII Congrés de CDC Jordi Pujol fou elegit president i Miquel Roca continuà com a secretari general fins al IX Congrés del 1992.
En retirar-se Pujol, Artur Mas va ésser proclamat candidat de CiU (2002). La candidatura de la federació va ésser la que va obtenir més diputats a les eleccions al Parlament de Catalunya 2003 i 2006, però CiU va restar a l'oposició en tots dos casos per la formació del pacte tripartit entre PSC, ERC i ICV.
El 2007, Artur Mas assumí una nova estratègia en la qual intentà aglutinar diversos sectors del sobiranisme polític sota l'eslògan de "La Casa Gran del Catalanisme".
A les eleccions al Parlament de Catalunya de 2010, el candidat a la Presidència de la Generalitat de Catalunya per CiU, Artur Mas i Gavarró, tornà a guanyar les eleccions aconseguint 62 escons. Tot i no disposar de majoria absoluta al Parlament, Artur Mas va ésser investit 129è President de la Generalitat de Catalunya en segona volta gràcies a l'abstenció del PSC-PSOE, que li donà la majoria simple necessària per poder ser-ho. Finalment, Artur Mas va prendre possessió del seu càrrec el 27 de desembre de 2010 al saló Sant Jordi del Palau de la Generalitat de Catalunya.
El març de 2012 Convergència va celebrar el seu 16è congrés a Reus, on es marcà com a objectiu "assolir la plena sobirania, l'Estat propi". Uns mesos després arran de la Manifestació «Catalunya, nou estat d'Europa», Artur Mas va proposar un pacte fiscal que aspirava a superar l'Estatut d'Autonomia de Catalunya de 2006, fortament retallat dos anys abans. En no aconseguir-ho, convocarà anticipadament les Eleccions al Parlament de Catalunya de 2012 en les quals Convergència i Unió va perdre representació respecte als anteriors comicis.
El 2014 després de la retirada d'Oriol Pujol i Ferrusola per una presumpta implicació en una trama corrupta, es va decidir un canvi d'estructura organitzativa, en la qual Josep Rull i Andreu ocuparia l'organització general. Aquell mateix any es destaparia l'anomenat Cas Pujol en el qual l'expresident de la Generalitat de Catalunya va admetre tenir diners a Andorra, presumptament provinents d'una herència no declarada del seu pare. En saber-se aquest fet Pujol va ser apartat de tots els seus càrrecs honorífics a Convergència i els nous dirigents cridaren a una refundació del partit.

### Després de CiU
El 18 de juny de 2015 Convergència Democràtica de Catalunya va anunciar la fi de Convergència i Unió, la federació amb Unió Democràtica de Catalunya arran de profundes discrepàncies sobre el procés sobiranista català. Convergència va presentar-se per primer cop des de 1978 sense UDC a les eleccions al Parlament de Catalunya del 27 de setembre de 2015. En aquella cita electoral, els convergents van anar en coalició amb Esquerra Republicana de Catalunya sota el nom Junts pel Sí, la coalició independentista que governava Catalunya amb el convergent Carles Puigdemont com a 130è President de la Generalitat de Catalunya. A més, CDC va presentar-se a les eleccions espanyoles de 2015 en coalició amb Demòcrates de Catalunya sota el nom Democràcia i Llibertat, i completament sola amb les seves sigles per primer cop a la història a les eleccions espanyoles del 26 de juny de 2016.

### Cap a la refundació
El 23 de novembre d'aquell mateix any, el coordinador del partit Josep Rull va anunciar la celebració, en un termini de quatre a cinc mesos, d'un congrés per a integrar CDC en una nova plataforma ampla de centre i sobiranista. No obstant, la impossibilitat de formar govern a Espanya després de les eleccions generals del 20 de novembre de 2015, van forçar una nova una convocatòria electoral el 26 de juny de 2016. Davant d'aquesta situació, CDC va haver d'anar ajornant el congrés que decidiria sobre el seu futur. Finalment, la direcció va decidir convocar el Superdissabte, una consulta que es portaria a terme el 21 de maig. La militància havia de decidir si refundar Convergència o crear una nova formació política. Amb un 67% dels vots, els militants de CDC es van decantar per portar a terme un nou projecte polític, que es constituiria al congrés del partit que se celebraria entre els dies 8 i 10 de juliol de 2016. Finalment, el Congrés celebrat entre els dies 8 i 10 va donar lloc al naixement de la formació política que agafava el relleu de Convergència Democràtica de Catalunya: el Partit Demòcrata Europeu Català.

### Condemna
El gener de 2018 el partit fou condemnat a pagar 6 milions d'euros en relació al cas Palau, on es va comprovar el seu finançament il·legal continuat fent servir el Palau de la Música catalana per cobrar comissions d'empreses que posteriorment rebien a canvi adjudicacions d'obra pública.

### Concurs de creditors
El partit va entrar en preconcurs de creditors a finals de desembre del 2019, amb un deute acumulat de 4,3 milions d'euros i el patrimoni compromès pel passiu hipotecari i l’embargament de les seus per la sentència del cas Palau. El 30 de març de 2020 havia de presentar concurs de creditors, però la pandèmia de COVID-19 a Catalunya va paralitzar l'activitat judicial i es va presentar en juny de 2020.

### Partits resultants
A part de la refundació de CDC en el Partit Demòcrata Europeu Català (PDeCAT), com a hereu directe orgànicament de CDC, l'antiga Convergència ha donat altres partits resultants. El més important és Junts per Catalunya, que començà com una coalició electoral de la que també participava el PDeCAT, i es va acabar convertint en un partit. S'han creat altres formacions amb més o menys pes que són hereves de CDC, com és el cas del Partit Nacionalista de Catalunya de Marta Pascal, de Lliures, partit liderat per l'exconvergent Antoni Fernández i Teixidó i l'exunió Roger Montañola, de Convergents de Germà Gordó i l'organització Centrem, liderada per Àngels Chacón després del seu pas pel PDeCAT, que manté relacions amb el mateix PDeCAT, Convergents, Lliures i la Lliga Democràtica com a nou espai que aglutina els 4 partits.

## Federacions
Convergència Democràtica de Catalunya s'organitzava territorialment en nou federacions: Barcelona Ciutat, Comarques de Barcelona, Comarques Centrals, Girona, Catalunya Nord, Comarques de l'Alt Pirineu, Terres de l'Ebre, Lleida i Tarragona.
L'any 2006 el Bloc Català, en el seu congrés de refundació, va decidir integrar-se a CDC com a federació regional autònoma. El 2008 CDC va obtindre 15 regidors a la Catalunya Nord entre els quals un regidor a la vila de Perpinyà i dos batlles. L'octubre de 2012 CDC de la Catalunya Nord i la federació de la UMP als Pirineus Orientals van oficialitzar un acord electoral. CDC va aclarir que l'acord és per a un projecte territorial per a la Catalunya Nord, amb l'obtenció d'una llei per a les llengües regionals. CDC també va expressar la seva voluntat per desenvolupar la francofonia al territori administrat per la Generalitat de Catalunya.

## Líders

### Presidents
Informació actualitzada per un bot. Els canvis manuals es perdran quan s'actualitzi!
| Número | Imatge | Nom                    | Inici del mandat | Fi del mandat | Dades a Wikidata              |
| ------ | ------ | ---------------------- | ---------------- | ------------- | ----------------------------- |
| 1      |        | Ramon Trias Fargas     | 01-01-1979       | 01-02-1989    | Modifica les dades a Wikidata |
| 2      |        | Jordi Pujol i Soley    | 01-02-1989       | 25-03-2012    | Modifica les dades a Wikidata |
| 3      |        | Artur Mas i Gavarró    | 25-03-2012       | 08-07-2016    | Modifica les dades a Wikidata |
| 4      |        | Jacint Borràs i Manuel | 10-07-2016       | 11-09-2017    | Modifica les dades a Wikidata |
| 5      |        | Vicenç Mauri i Claret  | 01-04-2018       |               | Modifica les dades a Wikidata |

### Secretaris generals
Informació actualitzada per un bot. Els canvis manuals es perdran quan s'actualitzi!
| Número | Imatge | Nom                     | Inici del mandat | Fi del mandat | Dades a Wikidata              |
| ------ | ------ | ----------------------- | ---------------- | ------------- | ----------------------------- |
| 1      |        | Jordi Pujol i Soley     | 01-01-1976       | 01-02-1989    | Modifica les dades a Wikidata |
| 2      |        | Miquel Roca i Junyent   | 01-02-1989       | 01-01-1996    | Modifica les dades a Wikidata |
| 3      |        | Pere Esteve i Abad      | 01-01-1996       | 01-01-2000    | Modifica les dades a Wikidata |
| 4      |        | Artur Mas i Gavarró     | 01-01-2000       | 01-01-2012    | Modifica les dades a Wikidata |
| 5      |        | Oriol Pujol i Ferrusola | 01-01-2012       | 01-01-2014    | Modifica les dades a Wikidata |

Amb la dimissió d'Oriol Pujol, es crea un nou càrrec: Coordinador general del comitè de direcció. Les tasques van recaure en Lluís Corominas i Josep Rull.

## Secció juvenil
La seva organització juvenil és la Joventut Nacionalista de Catalunya (JNC), fundada l'abril de 1980. Actualment, la JNC es manté com a organització política dels joves de Junts per Catalunya.

## Organització interna

### Direcció Nacional
La nova direcció del partit va ésser escollida en el 16è Congrés de CDC, que es va celebrar els dies 23, 24 i 25 de març de 2012 a Reus.
- President: Artur Mas i Gavarró
- Coordinador General: Vacant (Josep Rull dimiteix el 18 de gener)
- Vicesecretari General de Coordinació Institucional: Lluís M. Corominas i Díaz
- Vicesecretari General d'Estratègia: Francesc Homs i Molist
- Secretari d'Organització: Francesc Sáncez i Vera (en funcions)
- Portaveu: Marta Pascal i Capdevilla
- President del Grup Parlamentari de Junts pel Sí al Parlament de Catalunya: Jordi Turull
- Secretari executiu de Territori i Política Municipal: Joan Ramon Casals i Mata
- Secretària executiva d'Àmbit Sectorial: Neus Munté i Fernàndez
- Secretària executiva de Militància i Participació: Cesca Domènech i Ruera
- Secretària executiva de Formació: Ramona Barrufet i Santacana
- Coordinador de Règim Intern i Comunicació: Francesc Sánchez i Vera
- Secretària de coordinació de Política Municipal: Laura Costa i Olivé
- Secretari de coordinació de Participació i Mobilització: Xavier Badia i Campos
- Secretari de coordinació de Moviments Socials: Josep M. Violant i Nicolau
- Secretaria de coordinació Sectorial: Maria Senserrich i Guitart
- Secretari de Relacions Internacionals: Víctor Terradellas i Maré
- Secretària d'Imatge i d'Actes: Ima Mis i Cabeza

- Presidenta del Consell Nacional: Irene Rigau i Oliver
- President de la Comissió Nacional de Política Municipal: Xavier Trias i Vidal de Llobatera
- Presidenta de la Comissió Nacional de Política Sectorial: Meritxell Borràs i Solé
- President del Consell Assessor Nacional: Josep M. Cullell i Nadal
- Defensora de la Militància i atenció a l'elector: Maite Fandos i Payà

### Comitè de Direcció
El comitè de Direcció és un òrgan creat el 2014 per dirigir el partit de forma col·legiada. Compta amb 11 membres.

### Consell Nacional
El Consell Nacional és un òrgan de debat i presa de decisions sobre l'orientació política del partit. Està format per 500 membres i li corresponen totes les funcions de direcció que no estan reservades especialment al Congrés del partit.

### Gerents
- Germà Gordó (2004-2011)
- Carles del Pozo (2011-...)

### Tresorers
- Carles Torrent (...-2005)
- Daniel Osàcar (2005-2011)
- Andreu Viloca (2011-...)

## Moviments interns
Entre els corrents i moviments a l'òrbita del partit s'hi troba:
- Llibergència,[28] corrent creat el 2009 i impulsat per Jordi Xuclà, Marc Guerrero i David Madí.
- Moment Zero, corrent liderat Jordi Turull, Miquel Buch, Neus Munté i Jordi Cuminal.
- Generació Llibertat, corrent impulsat per Carles Agustí, Carme Sayós, Jordi Cabré, Meritxell Budó i Ricard Font.
- Nova Convergència, plataforma de reflexió i acció política impulsada per Germà Gordó i Teresa Pitarch.

Anteriorment hi havia els següents moviments:
- Plataforma per la Sobirania (2007-2008), corrent sobiranista impulsat per Víctor Terradellas.
- Conferències Democràtiques de Catalunya (2008-2009), corrent independentista impulsat per Joan Fonollosa.
- Sinapsi (2000-...), corrent sobiranista i socialdemòcrata creada el 2000 i formada per Carles Campuzano, Josep Rull i Ferran Falcó.
- Catalanisme i Progrés (2000-...), moviment moderat i liberal creat l'any 2000 i format per Carles Gasòliba, Maria Eugènia Cuenca, Ignasi Guardans, Lluís Recoder, Francesc Homs, Joan Puigdollers, Josep Manuel Basáñez i Joan Guitart.

## Resultats al Parlament de Catalunya
| Any eleccions | Coalició                     | Diputats | +/- |
| ------------- | ---------------------------- | -------- | --- |
| 1980          | CiU                          | 43 / 135 |     |
| 1984          | CiU                          | 72 / 135 | 29  |
| 1988          | CiU                          | 69 / 135 | 3   |
| 1992          | CiU                          | 70 / 135 | 1   |
| 1995          | CiU                          | 60 / 135 | 10  |
| 1999          | CiU                          | 56 / 135 | 4   |
| 2003          | CiU                          | 46 / 135 | 10  |
| 2006          | CiU                          | 48 / 135 | 2   |
| 2010          | CiU                          | 62 / 135 | 14  |
| 2012          | CiU                          | 50 / 135 | 12  |
| 2015          | Junts pel Sí                 | 62 / 135 | 12  |
| 2017          | Junts per Catalunya          | 34 / 135 | 28  |
| 2024          | junts+Puigdemont x Catalunya | 35 / 135 | 1   |